# Morgi (Mysłowice)
Morgi – zachodnia dzielnica Mysłowic.
Sąsiaduje z dzielnicami: Brzezinka, Larysz, Wesoła i Ćmok, zamieszkuje ją około 2500 osób. Przez morgowski las przebiega autostrada A-4. Najwyższym wzniesieniem Morgów – punktem widokowym jest wzgórze przy ulicy Granicznej mające 334 m n.p.m., a także wzgórze zwane „Traugott” przy ulicy Skałki mające 331 m n.p.m.
Dzielnicę charakteryzują duże obszary leśne i skomponowane z nimi, szczególnie nowe, budownictwo jednorodzinne lub wielorodzinne niskiej intensywności z przylegającymi do domów ogrodami i polami. Tania ziemia (dawniej uprawna) oraz dobra lokalizacja (blisko do centrum i Katowic) sprawiają, że szybko powstają tu nowe domy. W obrębie rejonu znajduje się szkoła podstawowa nr. 12 (z salą gimnastyczną, placem zabaw i boiskami) oraz Miejski Ośrodek Kultury i Sportu, jak również kościół katolicki, kilka sklepów i barów.

## Komunikacja

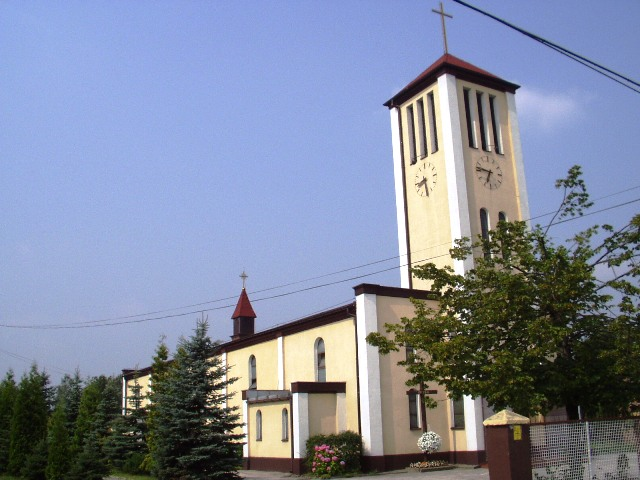
Kościół św. Jacka (2005)

Do dzielnicy dojechać można autobusem linii ZTM nr 76 z centrum Mysłowic oraz innych dzielnic miasta (przystanek docelowy Katowice ul. Wojciecha Korfantego) a także autobusem nr 160 (spod przystanku Sosnowiec Urząd Miasta).

## Edukacja
- Przedszkole nr 11, ul. J. Wybickiego 79
- Szkoła Podstawowa nr 12 im Bronisława Pukowca, ul. J. Wybickiego 79
- Filia Biblioteczna nr 4, ul. Wybickiego 80

## Kościół
- Parafia św. Jacka